# Scrupocellaria minor
Scrupocellaria minor is een mosdiertjessoort uit de familie van de Candidae. De wetenschappelijke naam van de soort is voor het eerst geldig gepubliceerd in 1915 door Kluge.